# 1959-es Formula–1 brit nagydíj
Az 1959-es Formula–1-es világbajnokság ötödik futama a brit nagydíj volt.

## Futam
A brit nagydíjon a Ferrari nem vett részt az olaszországi sztrájkok miatt. Tony Brooks kapott egy Vanwallt Tony Vanderwelltől, de csak a tizenhetedik helyen végzett az időmérő edzésen. Brabham indult a pole-pozícióból, Salvadori meglepetésre a második helyet szerezte meg az Aston Martinnal Harry Schell előtt. Brabham a rajtnál megőrizte vezető helyét és magabiztosan győzött. A 
második helyért nagy harc alakult ki, végül Mossnak sikerült üldözői előtt célba érnie, nem tervezett boxkiállása ellenére is. A brit két tizeddel ért célba Bruce McLaren előtt.
| Helyezés | #  | Versenyző           | Csapat/Motor    | Futott körök | Idő/Kiesés oka   | Rajthely | Pontszám |
| -------- | -- | ------------------- | --------------- | ------------ | ---------------- | -------- | -------- |
| 1        | 12 | Jack Brabham        | Cooper-Climax   | 75           | 2:30'11,6        | 1        | 8        |
| 2        | 6  | Stirling Moss       | BRM             | 75           | + 22,2           | 7        | 6        |
| 3        | 16 | Bruce McLaren       | Cooper-Climax   | 75           | + 22,4           | 8        | 4        |
| 4        | 8  | Harry Schell        | BRM             | 74           | + 1 kör          | 3        | 3        |
| 5        | 18 | Maurice Trintignant | Cooper-Climax   | 74           | + 1 kör          | 4        | 2        |
| 6        | 2  | Roy Salvadori       | Aston Martin    | 74           | + 1 kör          | 2        |          |
| 7        | 14 | Masten Gregory      | Cooper-Climax   | 73           | + 2 kör          | 5        |          |
| 8        | 30 | Alan Stacey         | Lotus-Climax    | 71           | + 4 kör          | 12       |          |
| 9        | 28 | Graham Hill         | Lotus-Climax    | 70           | + 5 kör          | 9        |          |
| 10       | 48 | Chris Bristow       | Cooper-Borgward | 70           | + 5 kör          | 16       |          |
| 11       | 58 | Henry Taylor        | Cooper-Climax   | 69           | + 6 kör          | 21       |          |
| 12       | 52 | Peter Ashdown       | Cooper-Climax   | 69           | + 6 kör          | 23       |          |
| 13       | 46 | Ivor Bueb           | Cooper-Borgward | 69           | + 6 kör          | 18       |          |
| Ki       | 4  | Carroll Shelby      | Aston Martin    | 69           | Gyújtás          | 6        |          |
| Ki       | 40 | Fritz d’Orey        | Maserati        | 57           | Baleset          | 20       |          |
| Ki       | 42 | Ron Flockhart       | BRM             | 53           | Kipördült        | 11       |          |
| Ki       | 38 | Jack Fairman        | Cooper-Climax   | 39           | Váltó            | 15       |          |
| Ki       | 10 | Jo Bonnier          | BRM             | 37           | Fékek            | 10       |          |
| Ki       | 22 | Ian Burgess         | Cooper-Maserati | 31           | Váltó/erőátvitel | 13       |          |
| Ki       | 24 | Hans Herrmann       | Cooper-Maserati | 21           | Váltó            | 19       |          |
| Ki       | 64 | David Piper         | Lotus-Climax    | 19           | Túlhevülés       | 22       |          |
| Ki       | 36 | Brian Naylor        | JBW-Maserati    | 18           | Váltó/erőátvitel | 14       |          |
| Ki       | 50 | Mike Taylor         | Cooper-Climax   | 17           | Váltó/erőátvitel | 24       |          |
| Ki       | 20 | Tony Brooks         | Vanwall         | 13           | Gyújtás          | 17       |          |
| NK       | 54 | Keith Greene        | Cooper-Climax   |              | Nem kvalifikált  |          |          |
| NK       | 56 | Bill Moss           | Cooper-Climax   |              | Nem kvalifikált  |          |          |
| NK       | 60 | Mike Parkes         | Fry-Climax      |              | Nem kvalifikált  |          |          |
| NK       | 62 | Dennis Taylor       | Lotus-Climax    |              | Nem kvalifikált  |          |          |
| NK       | 44 | Trevor Taylor       | Cooper-Climax   |              | Nem kvalifikált  |          |          |
| NK       | 66 | Tim Parnell         | Cooper-Climax   |              | Nem kvalifikált  |          |          |

## Statisztikák
Vezető helyen: Jack Brabham 75 kör (1-75)
- Jack Brabham 2. győzelme, 1. pole-pozíciója, Stirling Moss 15. leggyorsabb köre.
- Cooper 4. győzelme.